# Anthenea godeffroyi
Anthenea godeffroyi is een zeester uit de familie Oreasteridae.
De wetenschappelijke naam van de soort werd in 1915 gepubliceerd door Ludwig Döderlein.